# Loacker (Süßwaren)
Loacker AG/S.p.A. ist ein italienischer Süßwarenhersteller mit Sitz in Südtirol, der Waffeln, Schokolade und Derivate produziert.

## Geschichte
Das Unternehmen wurde 1925 im historischen Stadtzentrum in Bozen gegründet. Der Konditor Alfons Loacker (1901–1970) eröffnete damals am Dominikanerplatz eine Konditorei. Im Laufe der Zeit wurde der Bozner Standort zu klein, bis 1974 den Übergang von einer kleinen, regionalen Konditorei zu einem Industriebetrieb markierte, indem der Sitz aus Bozen verschoben wurde. Alfons Sohn Armin Loacker wählte das Rittner Hochplateau für die Herstellung seiner Waffeln.

## Aktuelle Situation
Loacker produziert an zwei unterschiedlichen Standorten, in Unterinn auf dem Ritten und in Heinfels in Osttirol (Österreich). Beide Produktionsstätten liegen auf über 1000 m Meereshöhe. Heute wird das Unternehmen von der dritten Generation geleitet: Armins Söhne Andreas und Martin Loacker sowie sein Neffe Ulrich Zuenelli, der als Präsident des Verwaltungsrates tätig ist.
In Deutschland wird das Geschäft seit 2010 von Andreas Wilkening geführt.
Den neuesten Zahlen des Südtiroler Unternehmens zufolge, beschäftigt Loacker insgesamt 1056 Mitarbeiter. Im Jahr 2021 wurden 966 Millionen Stück produziert und 37.534 Tonnen Produkte verkauft, was zu einem Gesamtumsatz von 373,06 Millionen Euro führte. Nach Italien, welches an erster Stelle der Konsumentenländer steht, folgen Saudi-Arabien, Israel, die USA und China.
2022 kündigte Loacker eine mehrjährige Partnerschaft mit Sammontana an, um eine Reihe von Eissorten unter seinem eigenen Markennamen zu produzieren.

## Produkte und Zutaten

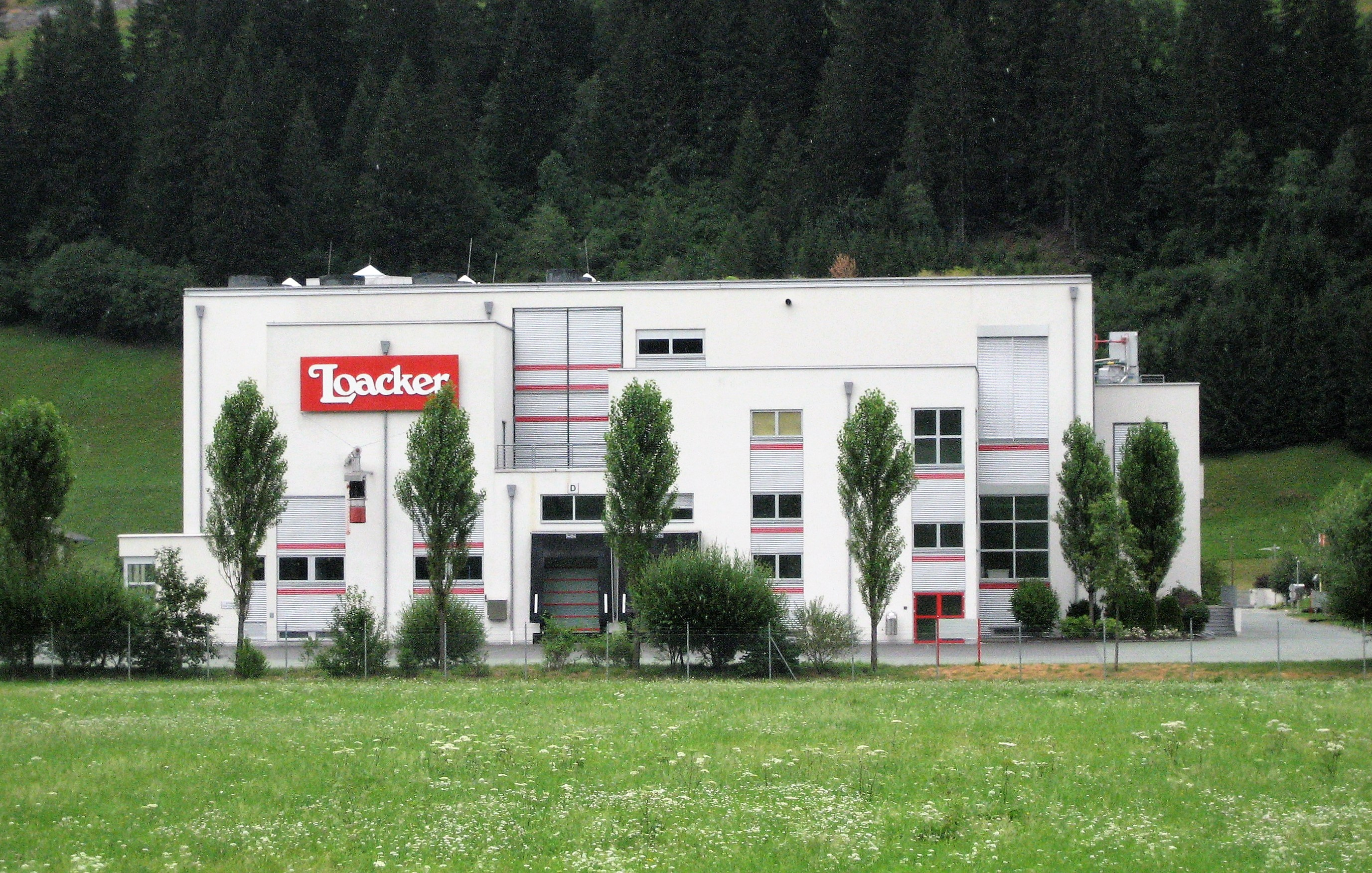
Werk in Heinfels

Zu den bekanntesten Produkten der Firma Loacker gehört u. a. die Geschmacksrichtung Napolitaner. Die Bezeichnung Napolitaner lässt sich dabei auf die neapolitanische Herkunft der Haselnüsse, die den Hauptbestandteil der Creme im Inneren der Waffeln ausmachen, zurückführen.

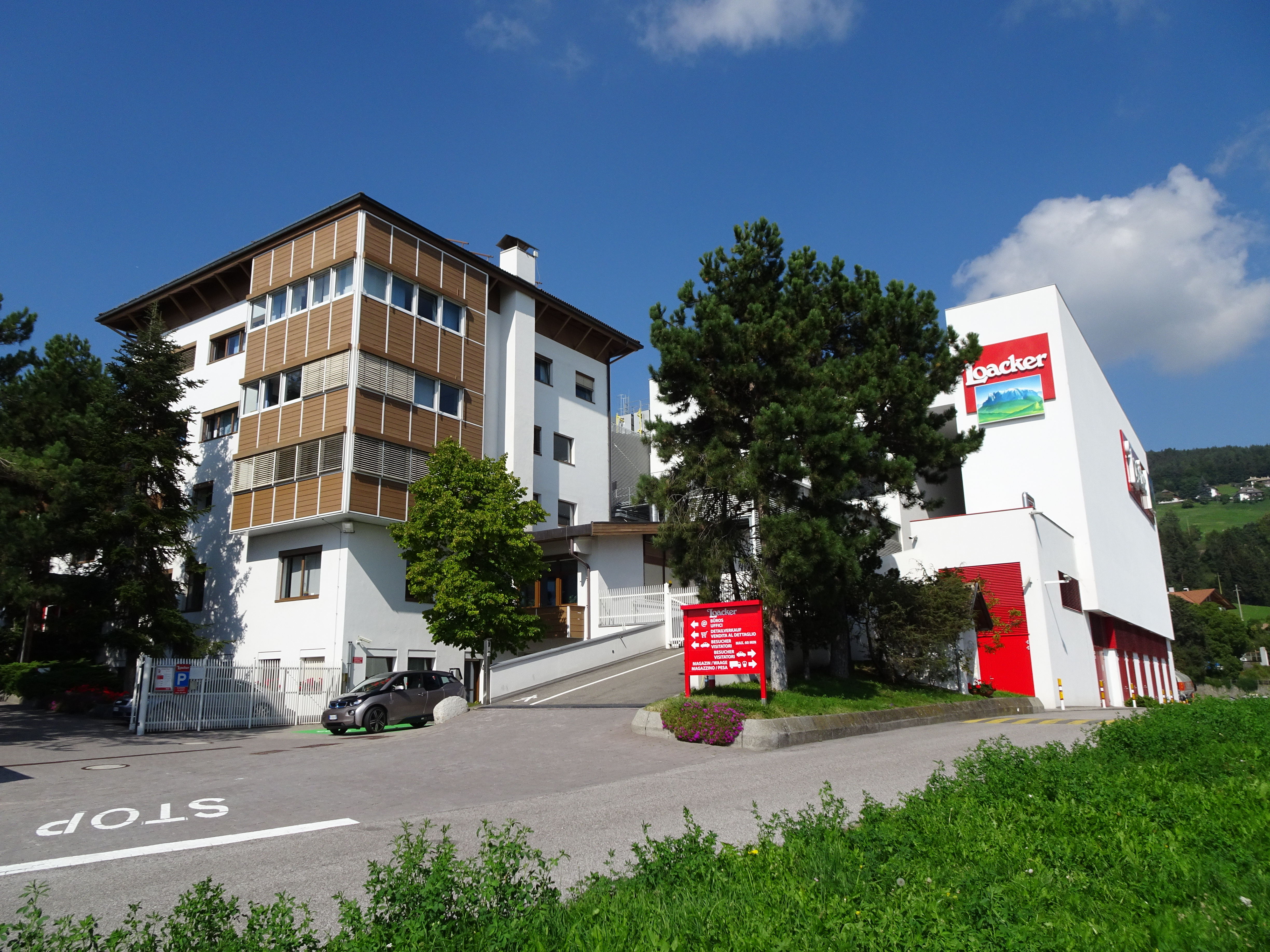
Stammsitz in Unterinn bei Bozen

Heute hat Loacker laut eigenen Angaben vier Nachhaltigkeitsrouten für die Produktion und die Beschaffung seiner wichtigsten Rohstoffe eingerichtet, mit dem Ziel, die eigene Produktionskette zu vertikalisieren.
Neben Bourbon-Vanille aus Madagaskar und Kakaobohnen aus Ecuador und der Elfenbeinküste verwendet Loacker für seine Cremes selbst hergestelltes Milchpulver aus dem Milchwerk Dolomites Milk in Vintl, der ersten auf Molke und Milchpulver spezialisierten Anlage Italiens. Das 10.000 m² große Werk ist das Ergebnis eines Joint Ventures mit dem Milchhof Brimi aus Brixen, einer Südtiroler Genossenschaft mit mehr als 1.200 Mitgliedern.
Loacker deckt einen Teil des eigenen Haselnussbedarfs mit Produkten aus zwei eigenen Betrieben in der Toskana und aus den Haselnusshainen von 90 Unternehmen, die Teil eines Anbauprojekts mit Lieferkettenvertrag in Venetien, Umbrien, der Toskana und den Marchen sind.
Zudem vertreibt Loacker in Italien Produkte der Marken Lorenz, Pema, Twinings, Ovomaltine und Darbo.

## Loacker Café
Neben der Produktion und dem Verkauf der eigenen Produkte an sowohl Groß- als auch Einzelhändler umfasst die Gruppe auch fünf Loacker Cafés. Dabei handelt es sich um eine Mischung aus Café und Laden, in dem die Produkte aus dem Loacker-Sortiment sowie Kaffee und frisch gebackene Gebäckspezialitäten verkauft werden. Die Loacker Cafés liegen allesamt in Tirol: in der Altstadt in Bozen am Waltherplatz und im Einkaufszentrum Twenty, im Brenner Outlet Center, auf der Piazza Fiera in Trient und in Heinfels neben dem Produktionsstandort in Osttirol.